# Alpha Ethniki 1990-1991
L'Alpha Ethniki 1990-1991 fu la 55ª edizione della massima serie del campionato di calcio greco, conclusa con la vittoria del Panathīnaïkos, al suo sedicesimo titolo e secondo consecutivo.
Capocannoniere del torneo fu Dīmītrīs Saravakos (Panathīnaïkos), con 23 reti.

## Formula
Come nella stagione precedente le squadre partecipanti furono 18 e disputarono un girone di andata e ritorno per un totale di 34 partite.
Le ultime tre classificate furono retrocesse in Beta Ethniki.
Il punteggio prevedeva due punti per la vittoria, uno per il pareggio e nessuno per la sconfitta.
L'Olympiacos fu penalizzato di due punti mentre il PAOK Salonicco di tre punti.
Le squadre ammesse alle coppe europee furono quattro: i campioni alla Coppa dei Campioni 1991-1992, la vincitrice della coppa nazionale alla Coppa delle Coppe 1991-1992 e seconda e terza classificata alla Coppa UEFA 1991-1992.

## Squadre partecipanti
| Squadra         | Città      | Stadio | Stagione 1989-1990 |
| --------------- | ---------- | ------ | ------------------ |
| AEK Atene       | Atene      |        | 2°                 |
| Apollōn Smyrnīs | Atene      |        | 15°                |
| Arīs Salonicco  | Salonicco  |        | 7°                 |
| Athīnaïkos      | Vironos    |        | Beta Ethniki       |
| Doxa Dramas     | Drama      |        | 10°                |
| Iōnikos         | Nikea      |        | 14°                |
| Īraklīs         | Salonicco  |        | 5°                 |
| Larissa         | Larissa    |        | 8°                 |
| Levadeiakos     | Livadia    |        | 13°                |
| OFI Creta       | Candia     |        | 6°                 |
| Olympiacos      | Il Pireo   |        | 4°                 |
| Panachaïkī      | Patrasso   |        | Beta Ethniki       |
| Panathīnaïkos   | Atene      |        | Campione di Grecia |
| Paniōnios       | Nea Smyrnī |        | 9º                 |
| Panserraïkos    | Serres     |        | 12°                |
| PAOK            | Salonicco  |        | 3°                 |
| PAS Giannina    | Giannina   |        | Beta Ethniki       |
| Skoda Xanthī    | Xanthi     |        | 11°                |

## Classifica finale
|                   | Pos. | Squadra         | Pt | G  | V  | N  | P  | GF | GS | DR  |
| ----------------- | ---- | --------------- | -- | -- | -- | -- | -- | -- | -- | --- |
| Grecia (bandiera) | 1.   | Panathīnaïkos   | 54 | 34 | 23 | 8  | 3  | 77 | 22 | +55 |
|                   | 2.   | Olympiacos      | 46 | 34 | 19 | 10 | 5  | 77 | 28 | +49 |
|                   | 3.   | AEK Atene       | 42 | 34 | 18 | 6  | 10 | 59 | 33 | +26 |
|                   | 4.   | PAOK            | 38 | 34 | 16 | 9  | 9  | 56 | 39 | +17 |
|                   | 5.   | Īraklīs         | 37 | 34 | 14 | 9  | 11 | 40 | 36 | +4  |
|                   | 6.   | Athīnaïkos      | 37 | 34 | 16 | 5  | 13 | 40 | 33 | +7  |
|                   | 7.   | Doxa Dramas     | 34 | 34 | 14 | 6  | 14 | 42 | 45 | -3  |
|                   | 8.   | OFI Creta       | 34 | 34 | 11 | 12 | 11 | 37 | 38 | -1  |
|                   | 9.   | Arīs Salonicco  | 33 | 34 | 11 | 11 | 12 | 34 | 38 | -4  |
|                   | 10.  | Paniōnios       | 30 | 34 | 9  | 12 | 13 | 38 | 54 | -16 |
|                   | 11.  | Apollōn Smyrnīs | 30 | 34 | 10 | 10 | 14 | 41 | 62 | -21 |
|                   | 12.  | Larissa         | 29 | 34 | 10 | 9  | 15 | 38 | 46 | -8  |
|                   | 13.  | Panachaïkī      | 28 | 34 | 9  | 10 | 15 | 36 | 48 | -12 |
|                   | 14.  | Panserraïkos    | 28 | 34 | 9  | 10 | 15 | 30 | 42 | -12 |
|                   | 15.  | Skoda Xanthī    | 28 | 34 | 9  | 10 | 15 | 35 | 53 | -18 |
|                   | 16.  | Iōnikos         | 27 | 34 | 9  | 9  | 16 | 37 | 50 | -13 |
|                   | 17.  | Levadeiakos     | 27 | 34 | 10 | 7  | 17 | 35 | 51 | -16 |
|                   | 18.  | PAS Giannina    | 25 | 34 | 8  | 9  | 17 | 20 | 54 | -34 |

Legenda:

      Campione di Grecia
      Ammesso alla Coppa UEFA
      Ammesso alla Coppa delle Coppe
      Retrocesso in Beta Ethniki
Note:

Due punti a vittoria, uno a pareggio, zero a sconfitta.
Olympiacos penalizzato di 2 punti; PAOK Salonicco penalizzato di 3 punti

### Verdetti
- Panathinaikos campione di Grecia 1990-91 e qualificato alla Coppa dei Campioni
- AEK Atene e PAOK Salonicco qualificati alla Coppa UEFA
- Athinaikos qualificato alla Coppa delle Coppe
- Ionikos, Levadiakos e PAS Giannina retrocesse in Beta Ethniki.